# Barbara Tissier
Babette Anne Tissier (Sarcelles, 21 de mayo de 1972), conocida como Barbara Tissier, es una actriz y directora de doblaje francesa.

## Familia
Tissier es prima del actor Renaud Tissier y tía de Camille Tissier.

## Filmografía

### Como actriz
- Pasión, de Jean-Luc Godard.
- Carences de David Rozenberg, como Viviana.
- Le Silence du scarabée de Catherine Beuve-Méry.
- Le Gardien, de Jean Michel Scarpa.

### Como actriz de doblaje

#### Películas
- Jordana Brewster: Delilah Profitt en The Faculty.
- Rose Byrne: Alex en Wicker Park.
- Jessica Cauffiel: Margot en Legally Blonde y Legally Blonde 2: Red, White & Blonde.
- Cameron Diaz: Mary en There's Something About Mary.
  - Maggie Feller en En sus Zapatos.
  - Joy McNally en What Happens in Vegas.
- Martine McCutcheon: Natalie en Love Actually.
- Miranda Otto: Eowyn en El Señor de los Anillos: las dos torres y El Señor de los Anillos: el retorno del Rey.
- Elizabeth Reaser: Susannah Stone-Trousdale en La Sprita de la família.
- Jena Malone: Lydia Bennet en Orgullo y prejuicio.
- Christina Ricci: Katrina Anne Van Tassel en Sleepy Hollow.
- Fairuza Balk: Dorothy en Return to Oz.
- Keshia Knight Pulliam: Darnelle en Salón de belleza.

#### Películas animadas
- Anastasia en La Cenicienta (redoblaje), Cinderella II: Dreams Come True y Cinderella III: A Twist in Time.
- Jessie en Toy Story 2 y 3.
- Reina en Reina y Golfo (trecera doblaje) y Reina y Golfo 2.
- Princesa Elena en The Black Cauldron.
- Gypsy en Bichos: Una aventura en miniatura.
- Princesa Fiona en Shrek 1, 2 y 3.
- Sophie en Anastasia.
- Olivia en The Great Mouse Detective.
- Clara en The Nutcracker Prince.

#### Series de televisión
- Danica McKellar: Gwendolyn Winnie Cooper en The Wonder Years.
- Christina Applegate: Kelly Bundy en Married... with Children.
- Elizabeth Berkley: Jessie Spano en Saved by the Bell.
- Julie Ann Emery: Jennifer Sampson en Line of Fire.
  - Amelia Keys en Taken.
- Soleil Moon Frye: Penelope Punky Brewster en Punky Brewster.
- Jennie Garth: Kelly Taylor (segunda voz) en Beverly Hills, 90210.
  - Valerie Tyler en What I Like About You.
- Christine Lakin: Alicia Lambert en Paso a Paso.
- Sabrina Lloyd: Wade Walles en Sliders.
  - Terry Lake en Numb3rs.
- Rhona Mitra: Tara Wilson en Boston Legal.
- Jacqueline Obradors: Sofia en Freddie.
- Raven-Symone: Raven Baxter en That's So Raven y Cory en la Casa Blanca.
  - Olivia Kendall en The Cosby Show.
- Tori Spelling: Linda Lake en Smallville (temporada 6, episodio 10).
- Rhona Mitra: Kit McGraw Nip/Tuck (saison 3).
- Gigi Edgley: Chiana en Farscape.
- Chiara Mastalli: Eirene en Roma.
- Close to Home
- What About Brian
- Felicity
- La estrella de la familia.
- Dawson's Creek como Barbara Delsol.

#### Series animadas de televisión
- Babsy en Tiny Toon Adventures.
- Dot Warner en Animaniacs.
- Judy en Jumanji.
- Abuelita en Tweety y Sylvester.
- Anita en 101 dálmatas: la serie.
- Mindy en The Grim Adventures of Billy & Mandy.
- Naru Narusegawa en Love Hina.
- Patty en Olive y Tom.
- Pinoko en Black Jack.
- Ranma (niña) y vozes addicionales en Ranma ½.
- Sarah Crewe, en Princesa Sarah.
- Sophie en Inspector Gadget (segunda temporada).
- Wendy en Las aventuras de Peter Pan.
- Wendy en Peter Pan y las Piratas.